# Mauricio Antón

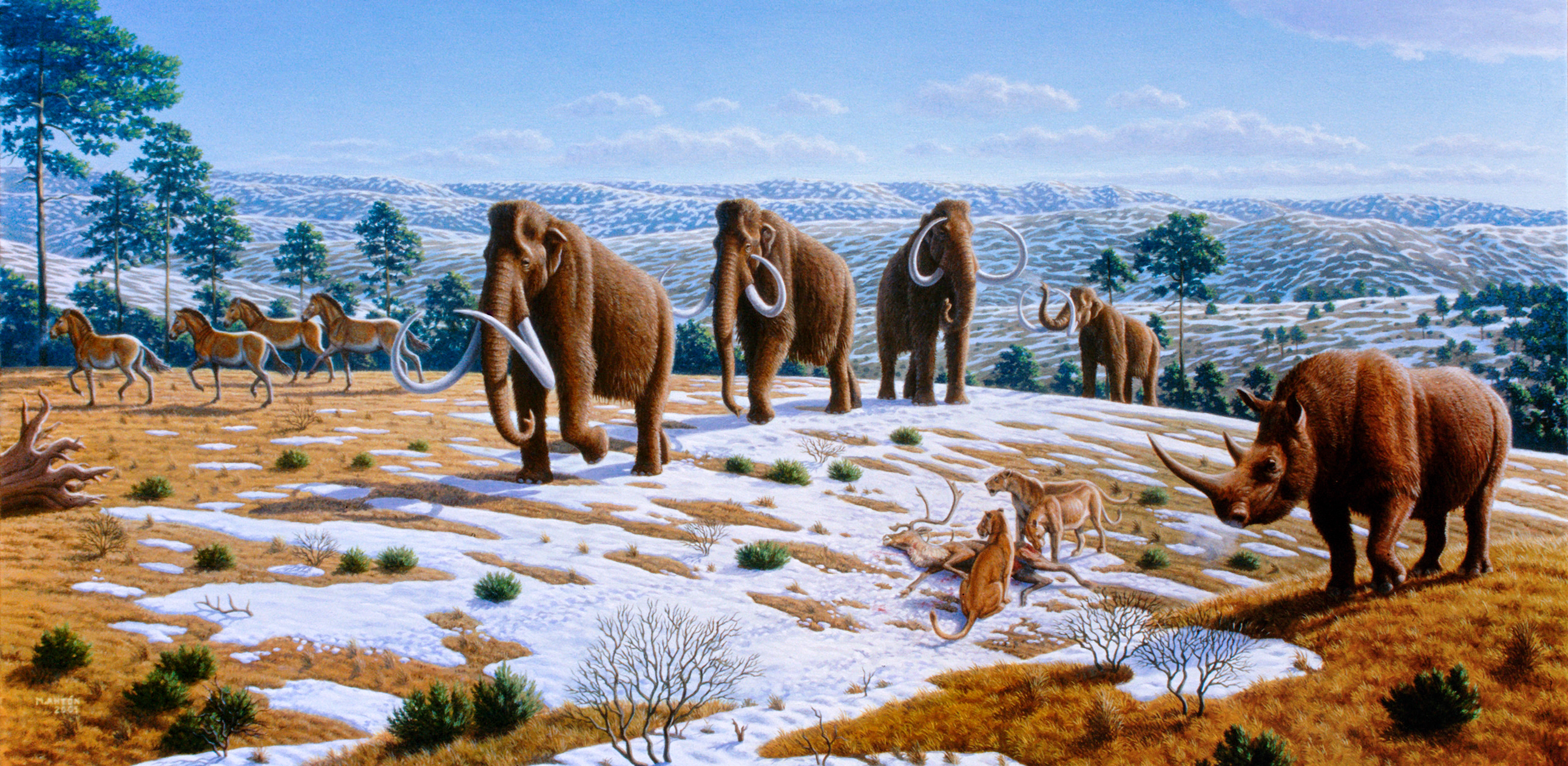
Ilustración de un paisaje y fauna del Pleistoceno por Mauricio Antón (ca. 2004).

Mauricio Antón Ortúzar (Bilbao, 1961) es un ilustrador y paleoartista español. Actualmente trabaja en asociación con el Departamento de Paleobiología del Museo de Ciencias Naturales de Madrid. Probablemente Mauricio Antón y Raúl Martín sean los dos paleoartistas españoles más famosos, aunque Martín está más especializado en el Paleozoico y el Mesozoico mientras que Antón está más especializado en el Cenozoico.

## Recorrido profesional
Tras nacer en España en 1961, Mauricio Antón vivió en Caracas (Venezuela) en los años 1970, donde quedó fascinado por el esqueleto montado de un tigre dientes de sable Smilodon fatalis que se exhibía en el museo de la ciudad. Desde entonces ha trabajado y depurado sus técnicas para recrear, lo más fielmente posible, la apariencia en vida de los organismos conocidos solo por sus fósiles, teniendo especial interés en félidos, homínidos y otros grupos de vertebrados. Como él mismo cita en uno de sus libros «Es responsabilidad del reconstructor científico asegurar que sus imágenes transmitan rigurosamente los conocimientos que la paleontología ha recabado sobre las especies».
Para la realización de su trabajo obtiene información de las especies actuales (un proceso conocido como actualismo biológico y anatomía comparada), viajando a distintas partes del mundo, estudiando personalmente los fósiles, diseccionando especímenes de animales donados por los zoológicos, investigando las especies extinguidas en colaboración con los respectivos especialistas, y tomando los ecosistemas existentes como modelos de base para la reconstrucción de los del pasado.
Ha sido consultor en paleobiología, biomecánica, locomoción animal y hábitats de vertebrados extinguidos para diversos medios de comunicación (BBC, National Geographic, Natural History, Discovery Channel, etc).
Se ha beneficiado de las influencias de maestros de la paleo-reconstrucción como Charles R. Knight, Rudolph Zallinger, Zdenek Burian, Jay Matternes y otros, de quienes no sólo reconoce sus avances técnicos, sino también los progresos conceptuales que acometieron.
Desde 2004 trabaja en colaboración con el estudio de animación “The Fly Factory” en la aplicación del modelado y animación 3D para la reconstrucción de la vida del pasado.
Desde hace unos años Mauricio dirige safaris artísticos al Norte de Botsuana bajo el título "Drawing the big cats", compartiendo de primera mano los avistamientos y su experiencia en el estudio de la anatomía y la evolución de los félidos con artistas provenientes de todas las partes del mundo.
Desde 2016 es Secretario General de la asociación Lobo Marley.
En febrero de 2020 ocupó la «Wayne G. Basler Chair of Excellence» de la East Tennessee State University para impartir lecciones de paleoarte.

## Reconocimientos
- 2006 Premio Lanzendorf-National Geographic de Paleoarte de la Society of Vertebrate Paleontology.[5]

## Publicaciones
Selección de libros:
- Sabertooth. Text and illustrations by Mauricio Anton. Indiana University Press, Bloomington 2014.
- La Gran Migración. Jordi Agustí y Mauricio Antón. Crítica, Barcelona, 2011.
- Madrid antes del hombre. Mauricio Antón y Jorge Morales, Coordinadores. Comunidad de Madrid, 2009.
- Dogs, their fossil relatives and evolutionary history. Xiaoming Wang, Richard Tedford and Mauricio Anton. Columbia Univeresity Press New York 2008.
- Antón, Mauricio (2007) El secreto de los fósiles. Aguilar.
- Turner, Alan y Antón, Mauricio (2004) The National Geographic book of prehistoric mammals. National Geographic. [En español: Larousse de los mamíferos prehistóricos. Spes-Larousse, 2007]
- Turner, Alan y Antón, Mauricio (2004) Evolving Eden. An illustrated guide to the evolution of the african large mammal fauna, Columbia University Press.
- Agustí, Jordi y Antón, Mauricio (2002) Mammoths, sabertooths and hominids. 65 million years of mammalian evolution in Europe. Columbia University Press.
- Jordi Agustí y Antón, Mauricio (1997) Memoria de la Tierra. Vertebrados fósiles de la Península Ibérica. Ediciones del Serbal.
- Turner, Alan y Antón, Mauricio (1997) The big cats and their fossil relatives. An illustrated guide to their evolution and natural history. Columbia University Press.

Asimismo ha realizado ilustraciones para numerosos libros y artículos (selección de libros):
- Arsuaga, Juan Luis y Martínez, Ignacio (1998) La especie elegida. La larga marcha de la evolución humana. Ediciones Temas de Hoy.
- Tudge, Colin (1999). The variety of life. Oxford  University Press. (Ilustró los homínidos y otros primates).
- Bermúdez de Castro, José María et al. (eds.) (1999) Atapuerca, nuestros antecesores. Junta de Castilla y León.
- Harris, John y Leakey, Meave (eds.) (2002) Lothagam. The dawn of humanity in Eastern Africa. Columbia University Press
- Wang, Xiaoming y Tedford, Richard (2008) Dogs, their fossil relatives and evolutionary history. Columbia University Press.